# Квіткоїд східний
Квіткоїд східний (Dicaeum eximium) — вид горобцеподібних птахів родини квіткоїдових (Dicaeidae).

## Поширення
Ендемік Папуа Нової Гвінеї. Поширений лише на архіпелазі Бісмарка. Його природне середовище проживання — субтропічні або тропічні вологі низовинні ліси.